# La Pobla de Valverde
La Pobla de Valverde (en castellà i oficialment La Puebla de Valverde) és un municipi de l'Aragó, situat a la província de Terol i enquadrat a la comarca de Gúdar-Javalambre.

## Història
A l'inici de la Guerra Civil espanyola, la Columna Casas Sala, formada per milicians voluntaris i guàrdies civils, sortí de Castelló cap al front de Terol. A la Pobla de Valverde, els guàrdies civils es passaren al bàndol franquista, obrint foc, i capturant els milicians. Francesc Casas Sala fou fet presoner i executat per l'exèrcit franquista l'1 d'agost de 1936, l'endemà d'un consell de guerra sumaríssim.